# Arabkadym
Arabkadym (ryska: Арабкадим) är en ort i Azerbajdzjan.   Den ligger i distriktet Qobustan Rayonu, i den östra delen av landet, 80 kilometer väster om huvudstaden Baku. Arabkadym ligger 678 meter över havet och antalet invånare är 1 275.
Terrängen runt Arabkadym är lite kuperad. Runt Arabkadym är det ganska glesbefolkat, med 26 invånare per kvadratkilometer.. Närmaste större samhälle är Qobustan, 12,2 kilometer norr om Arabkadym. 
Omgivningarna runt Arabkadym är i huvudsak ett öppet busklandskap.